# Dué
Pour les articles homonymes, voir Due.
Le Dué est une rivière française qui coule dans le département de la Sarthe. C'est un affluent de l'Huisne en rive gauche, donc un sous-affluent de la Loire par l'Huisne, la Sarthe et la Maine.

## Géographie
La longueur de son cours d'eau est de 17,1 kilomètres.